# Isolotti dei Monaci
Gli isolotti dei Monaci (in francese des Moines, in corso di i Monachi) sono delle isole disabitate parte del comune di Monacia d'Aullene e della Riserva naturale delle Bocche di Bonifacio, situate 3,5 km a sud-ovest del capo di Roccapina.
Le isole sono segnalate da un faro situato all'estremità sud-ovest della scogliera, a 4 km dalla costa. Questo faro è costituito da una torre circolare alta 31 metri, nera nella parte inferiore e gialla nella parte superiore.